# 1220
1220 (MCCXX) je bilo prestopno leto, ki se je po julijanskem koledarju začelo na sredo.

## Dogodki

### Slovenija
- Ljubljana pridobi mestne pravice.

### Invazija Mongolov na Horezmijsko cesarstvo
- Mongoli pod vodstvom Džingiskana pustošijo po Horezmijskem cesarstvu.
- Džingiskan in njegov sin Toluj usmerita glavni napad na Buharo. Okoli 50.000 mongolskih konjenikov prečka puščavo Kyzyl Kum in prispe neopaženo pred vrata Buhare.↓
- 16. februar → Mongoli zavzamejo Buharo, pobijejo vse pod orožjem, večino preživelih zasužnijo, razen rokodelcev, ki jih deportirajo v Mongolijo. Požar uniči večino mesta.
- Po Bukhari zavzamejo Samarkand, ki je močneje utrjen. Džingiskanu in Toluju se pridruži druga polovica armade pod vodstvom Čagataja in Ogotaja. Po neuspešnem odporu Mongoli pomorijo vse prebivalce. Iz njihovih glav sestavijo piramide na poljih zunaj obzidja.
- Džingiskan da generaloma Džebeju in Subedeju nalogo, da ulovita pobeglega horezmijskega šaha Muhamada II.. Na razpolago jima da 20.000 konjenikov. ↓
- → Horezmijski šah Muhamad II. umre kot begunec na enem od kaspijskih otokov. Odpor proti Mongolom nadaljuje njegov sin Džalal al-Din, ki pobegne z ostankom zveste horezmijske armade v Indijo.
- Severna Horezmija: v mestu Urgenč se po smrti šaha Muhamada II. eden od horezmijskih guvernerjev razglasi za sultana. Med vsemi horezmijskimi mesti se to mesto brani najbolj vztrajno. Ulični boji od hiše do hiše zahtevajo visoke izgube med Mongoli. Pojavijo se napetosti med Džingiskanovimi sinovi, ki vodijo vojsko, zato Džingiskan odvzame poveljstvo glede vodenja obleganja najstarejšemu sinu Džočiju in ga prenese na Ogotaja. S tem pa Džingiskan tudi pokaže, da za nasledstvo favorizira Ogotaja, ki je njegov tretji sin s soprogo Börte Udžin. Po uspešnem obleganju so poklani vsi prebivalci mesta z okolico, mesto z razrušenjem jezov odplavljeno in uničeno. 1221 ↔

### Nasledstva
- 23. januar - Umrlega vojvodo Pomeranije Bogislava II. nasledi sin Barnim I.
  - Istega leta umre vzhodno pomerenijski (pomeralijski) vojvoda Mestvin I. nasledi ga sin Svietopelk.
- 17. februar - Umrlega zgornje lorenskega vojvodo Teobalda I. nasledi mlajši brat Matija II.
- 25. februar - Umrlega mejnega grofa Brandenburga Alberta II. soporazumno nasledita sinova Ivan I. in Oton III.
- Umrlega sultana Sultanata Rum Kajkavsa I. nasledi polbrat Kajkubad I.
- Indijskega kralja kraljestva Hojsala Vira Balala II. nasledi sin Vira Narasimha II.

### Ostalo
- 26. april - Rimsko-nemški cesar Friderik II. izda dokument Confoederatio cum principibus ecclesiasticis (Sporazum s knezi Cerkve), v katerem se odreče določenim kraljevim pravicam  v korist Cerkve, oziroma škofov. Njihovo podporo potrebuje pri izvolitvi njegovega sina Henrika za nemškega kralja. 1232 ↔
- 8. avgust - Bitka pri Lihuli, livonska križarska vojna: estonski pogani premagajo švedske križarje, ki jih vodi švedski jarl Karel Gluhi. Redkim preživelim se uspe prebiti do danskega Talina.
- 17. avgust - Ustanovljena je medicinska fakulteta v Montpellierju.

- 22. november - Papež Honorij III. krona Friderika II. za rimsko-nemškega cesarja. Po kronanju si Friderik II. za središče političnega delovanja izbere Sicilsko kraljestvo[1], ki ga v naslednjih letih z nizom političnih reform upravno centralizira.
  - Palermo: začetek delovanja dvorne sicilske pesniške šole.
- Peta križarska vojna: to leto je večinoma nedejavno. V osvojeni Damietti se za prvenstvo v mestu in s tem nad križarji spreta pooblaščeni voditelj križarske odprave papeški legat Pelagij Galvani in de facto voditelj križarjev jeruzalemski kralj Ivan Briennski. Ker križarji stopijo na stran papeškega legata, se Ivan Brienski skupaj s svojo vojsko vrne v Akkon. Napačno obveščen papeški legat Pelagij čaka na obljubljeno glavno floto Friderika II., ki pa je zaposlen z utrjevanjem oblasti na Siciliji. 1221 ↔
- Epirski vladar Teodor Komnen Dukas zavzame med obnovljeno ofenzivo proti Solunskemu kraljestvu mesto Ber. 1221 ↔
- V Angliji je ukinjen sodni institut božje sodbe, tj.  postopka v kazenskem sodstvu, pri katerem je moral osumljenec za dokaz svoje nedolžnosti prebiti krute, pogosto smrtno nevarne preizkuse (npr. z ognjem, vrelo vodo, ipd).[2]
- Pariz ima okoli 50.000 prebivalcev.
- Poljski vojvoda Mazovije Konrad I. se ubrani napada baltskih Prusov.
- Dokončana je obnova Katedrale Notre-Dame v Chartresu. Gotska arhitektura postane zelo popularna. V tem slogu se to leto začne še obnova katedral v Aimensu, Yorku in Salisburyju. Gradnja katedrale z začasno streho in z dodatnimi stolpi se sicer še nadaljuje, dokler niso načrti spremenjeni ali pa opuščeni. 1260 ↔
- Frančišek Asiški, star 38 let, se odpove vodenju frančiškanskega meniškega reda in se umakne v samoto.

## Rojstva
- 1. april - cesar Go-Saga, 88. japonski cesar († 1272)
- 30. maj - Aleksander Jaroslavič Nevski, novgorodski knez, vladimirski veliki knez in pravoslavni svetnik († 1263)
- 5. junij[3] - Pšemisl I., vojvoda Velikopoljske († 1257)
- 11. november - Alfonz Poitierški, grof Poitiersa, grof Toulouseja, križar († 1271)

Neznan datum
- Adolf VII., nemški plemič, grof Berga († 1259)
- Boleslav II. Rogati, poljski vojvoda Legnice († 1278)
- Campanus iz Novare,  italijanski matematik, astronom in astrolog († 1296)
- Engelbert II. iz Falkenburga, kölnski nadškof († 1274)
- Enzo Hohenstaufen, sardinski kralj († 1272)
- Friderik III., mestni grof Nürnberga († 1297)
- Hilel ben Samuel, italijanski judovski teolog, zdravnik, filozof († 1295)
- Hugo III., burgundski grof († 1266)
- Jurij Muzalon, regent Nikejskega cesarstva († 1258)
- papež Martin IV. († 1285)
- Meir iz Rothenburga, nemški judovski pesnik, rabi († 1293)
- Nicola Pisano, italijanski kipar in arhitekt († 1284)
- Rabban Bar Sauma, mongolski nestorjanski diplomat in popotnik († 1294)
- Šadžar al-Dur, sultanka Egipta († 1257)
- Tomaž iz Erceldouneja, škotski pesnik († 1298)
- Traidenis, veliki litovski knez († 1282)
- Ugolino della Gherardesca, pisanski plemič, grof Donoratica, gvelf († 1289)
- Ulrik III., koroški vojvoda († 1269)
- Vilijem iz Rubrucka, flamski frančiškanski misijonar in popotnik († 1293)
- Zdislava Berka, češka usmiljenka, svetnica († 1252)

## Smrti
- 23. januar - Bogislav II., vojvoda Pomeranije (* 1177)
- 17. februar - Teobald I., vojvoda Zgornje Lorene (* 1191)
- 25. februar - Albert II., mejni grof Brandenburga (* 1171)
- 15. april - Adolf iz Altene, kölnski nadškof (* 1157)
- 8. maj - Riheza Danska, švedska kraljica (* 1174)
- 3. november - Uraka Kastiljska, portugalska kraljica (* 1186)

Neznan datum
- Alica Francoska, princesa, hči Ludvika VII. (* 1160)
- Ingvar Kijevski, veliki kijevski knez (* okoli 1152)
- Isabel de Clare, angleška plemkinja, 4. grofica Pembroke (* 1172)
- Kejkavus I., sultan Sultanata Rum (* ni znano)

- Mestvin I., vojvoda Vzhodne Pomeranije (* 1160)
- Mihael Honijat, bizantinski nadškof in pisec (* 1140)
- Pérotin, francoski skladatelj (* 1160)
- Peter iz Ebolija, italijanski pesnik (* 1170)
- Sakson Gramatik, danski zgodovinar (* 1150)
- Vira Balala II., indijski kralj Hojsale (* 1173)